# 哈弗斯特勞
哈弗斯特勞（英語：Haverstraw）是美國紐約州羅克蘭郡的一個城鎮，它位於克拉克斯敦鎮和拉馬波鎮以北；奧蘭治郡以東；斯托尼波因特鎮以南；和哈德遜河以西。根據2020年美國人口普查的數據顯示，哈弗斯特勞的人口為39,087人。哈弗斯特勞總面積為27.41平方英里（71.00平方公里）。